# Ileša
L'Ileša (in russo Йлеша?) è un fiume della Russia europea settentrionale, affluente di destra del fiume Pinega. Scorre nell'Oblast' di Arcangelo, nel Verchnetoemskij rajon, e nella Repubblica dei Komi, nell'Udorskij rajon.
Il fiume scorre inizialmente in direzione sud-occidentale, dopo un ampio giro svolta a nord, direzione che mantiene sino alla foce. Il suo corso si snoda in un paesaggio collinare nella foresta di conifere. Sfocia nella Pinega a 619 km dalla foce, presso l'insediamento di Ust'-Ileša. Ha una lunghezza di 204 km, il suo bacino è di 2 250 km². Un solo villaggio lungo il suo corso: Krasnaja. Il suo maggior affluente è la Pinegskaja Entala (lungo 76 km) proveniente dalla sinistra idrografica.